# Treosa
La treosa es un monosacárido de cuatro carbonos con un grupo aldehído por lo que pertenece al grupo de las aldosas y dentro de este al de las aldotetrosas. Se puede encontrar en la naturaleza en sus dos conformaciones estereoisoméricas D y L. Se diferencia de la eritrosa únicamente en las conformaciones de los carbonos quirales: en la treosa se encuentran en conformaciones D-L o L-D mientras que en la eritrosa las conformaciones de ambos carbonos son D-D o L-L.